# Donji Marinkovac
 Donji Marinkovac  falu Horvátországban Zágráb megyében. Közigazgatásilag Dubravához tartozik.

## Fekvése
Zágrábtól 40 km-re keletre, községközpontjától 6 km-re délnyugatra, a megye keleti részén fekszik.

## Története
A település lakosságát 1931-ig Marinkovac néven a szomszédos Gornji Marinkovaccal együtt számították. 1948-tól számít önálló településnek, akkor 264-en lakták. 2001-ben 101  lakosa volt.

## Lakosság
| Lakosság változása | Lakosság változása | Lakosság változása | Lakosság változása | Lakosság változása | Lakosság változása | Lakosság változása | Lakosság változása | Lakosság változása | Lakosság változása | Lakosság változása | Lakosság változása | Lakosság változása | Lakosság változása | Lakosság változása |  |
| ------------------ | ------------------ | ------------------ | ------------------ | ------------------ | ------------------ | ------------------ | ------------------ | ------------------ | ------------------ | ------------------ | ------------------ | ------------------ | ------------------ | ------------------ |  |
| 1857               | 1869               | 1880               | 1890               | 1900               | 1910               | 1921               | 1931               | 1948               | 1953               | 1961               | 1971               | 1981               | 1991               | 2001               |  |
| 0                  | 0                  | 0                  | 0                  | 0                  | 0                  | 0                  | 0                  | 264                | 246                | 196                | 146                | 117                | 99                 | 101                |  |

## Külső hivatkozások
Dubrava község hivatalos oldala